# Liñares (A Pobra do Brollón)
San Cosme de Liñares és una parròquia i localitat del municipi gallec d'A Pobra do Brollón, a la província de Lugo. Limita amb les parròquies de Pinel i Abrence al nord, Abrence i Quintá de Lor a l'est, Rozavales i Vilachá al sud, i Sindrán a l'oest.
El 2015 tenia 32 habitants agrupats en 4 entitats de població: Covos, Guariz, Liñares i Santiorxo.
Entre el seu patrimoni destaquen l'església de San Cosme i la capella de Santiorxo. Les festes se celebren en el mes d'agost en honor de la Verge del Roser (Virxe do Rosario).